# Mason Ramsey
Pour les articles homonymes, voir Ramsey.
Mason Ramsey est un chanteur et doubleur américain qui a été le sujet d'une grande médiatisation pour être apparu dans une vidéo virale de mars 2018 où on le voyait chanter au yodel Lovesick Blues (en) de Hank Williams dans un magasin Walmart. Il signe un label avec Big Loud (en) la même année. Il est connu pour son single Famous (en).

## Biographie
En mars 2018, Mason Ramsey, 10 ans, de Golconda, dans l'Illinois, a été filmé en train de chanter Lovesick Blues dans un magasin Walmart à Harrisburg, dans l'Illinois. En quelques jours, les vidéos de sa performance ont recueilli collectivement plus de 25 millions de vues et il est devenu une sensation virale et un mème Internet. La performance de Ramsey a suscité un nouvel intérêt pour l'enregistrement de la chanson de Hank Williams, âgé de 70 ans et en mars, Rolling Stone a rapporté que le classement Viral 50 de Spotify pour les États-Unis classait Lovesick Blues de Hank Williams au numéro trois et au numéro quatre dans le monde .

## Filmographie
- Angry Birds : Copains comme cochons de Thurop Van Orman (en) : Oliver

## Discographie

### Singles
- Famous (2018)
- Lovesick Blues (2018)
- The Way I See It (2018)
- Jambalaya On The Bayou (2018)
- White Christmas (2018)
- Old Town Road Remix (2019)
- Twang (2019)
- Reasons To Come Home (2023)
- She Got It Outta me (2023)
- Next Right Thing (2023)
- Run Run Rudolph Mason's Version (2023)
- Here All Day (2024)
- Blue Over You (2024)
- Something You Can Hold (2024)
- Shake Shake (All Night Long) (2024)
- Come Pick Me Up (2024)

#### Vidéos musicales
- Lovesick Blues (2018)

- White Christmas (2018)
- Twang (2019)
- How Could I not (2019)
- Before I Knew It (2022)
- Reasons To Come Home (2023)
- Next Right Thing (2023)
- Run Run Rudolph Mason's Version (2023)
- Blue Over You (2024)
- Something You Can Hold (2024)
- Come Pick Me Up (2024)